# The Quack (film 1914 Melville)
The Quack è un cortometraggio muto del 1914 scritto e diretto da Wilbert Melville.

## Produzione
Il film fu prodotto dalla Lubin Manufacturing Company.

## Distribuzione
Distribuito dalla General Film Company, il film - un cortometraggio di due bobine - venne distribuito nelle sale USA l'11 novembre 1914.